# Сидуэлл, Билл
Билл Сидуэлл (англ. Bill Sidwell), полное имя — Освальд Уильям Томас Сидуэлл (англ. Oswald William Thomas Sidwell; 16 апреля 1920, Гоулберн, Новый Южный Уэльс, Австралия — 19 августа 2021, Карингба, Сидней, Новый Южный Уэльс, Австралия) — австралийский теннисист, победитель чемпионата США по теннису в парном разряде (1949), двукратный финалист Уимблдонского турнира в парном разряде (1947, 1950), финалист чемпионата Франции по теннису в парном разряде (1947), финалист чемпионата Австралии по теннису в парном (1949) и смешанном парном (1948) разрядах, трёхкратный полуфиналист чемпионата Австралии в одиночном разряде (1948, 1949, 1950).

## Биография
Билл Сидуэлл родился 16 апреля 1920 года в Гоулберне (Новый Южный Уэльс). Он начал играть в теннис в возрасте семи лет. 
В 1938 году, выступая вместе с Динни Пэйлзом, Сидуэлл победил на чемпионате Австралии по теннису среди юношей в парном разряде, а в 1939 году он стал победителем того же чемпионата в одиночном разряде. К тому же периоду относятся первые выступления Сидуэлла на «взрослом» чемпионате Австралии: в 1937—1940 годах он выступал в одиночном разряде, но не проходил дальше 2-го круга.
Во время Второй мировой войны Сидуэлл проходил службу в Великобритании. В 1945 году он участвовал в благотворительном теннисном матче, организованном королевой Марией. Сидуэлл, который в то время считался лучшим теннисистом Британской империи, выиграл у представителя Армии США Арчи Хендерсона (Archie Henderson) в четырёх сетах. 
После перерыва, связанного с войной, чемпионат Австралии возобновился, и Сидуэлл выступал на нём в 1946—1951 годах. В одиночном разряде он три раза выходил в полуфинал — в 1948, 1949 и 1950 годах (проиграл Адриану Квисту, Фрэнку Седжмену и Кену Макгрегору, соответственно). В 1948 году, выступая в паре с Тельмой Койн-Лонг, ему удалось дойти до финала в смешанном парном разряде, а в 1949 году, играя в паре с Джеффом Брауном, он дошёл до финала в мужском парном разряде.
В 1947, 1949 и 1950 годах Сидуэлл выступал на Уимблдонском турнире. Его лучшим результатом в одиночном разряде был выход в 1950 году в 4-й круг, в котором он уступил американцу Гарднару Маллою со счётом 4-6, 3-6, 5-7. В турнирах 1947 и 1950 годов Сидуэлл доходил до финала в мужском парном разряде (в 1947 году в паре с британцем Тони Моттрамом, а в 1950 году — с австралийцем Джеффом Брауном), но завоевать титул ни в том, ни в другом случае не удалось. Лучший результат на Уимблдонском турнире в смешанном парном разряде был показан в 1949 году, когда Сидуэлл, выступая в паре с американкой Маргарет Дюпон, дошёл до полуфинала.
В 1949 году, выступая вместе с австралийцем Джоном Бромвичем, Сидуэлл стал победителем чемпионата США по теннису в мужском парном разряде. В финале Сидуэлл и Бромвич победили своих соотечественников Фрэнка Седжмена и Джорджа Уортингтона со счётом 6-4, 6-0, 6-1.
Сидуэлл играл за сборную Австралии в двух финалах Кубка Дэвиса, в 1948 и 1949 годах. В обоих финалах команда Австралии проиграла команде США — в первом со счётом 0-5 (Сидуэлл уступил в двух одиночных и одной парной встречах), а во втором со счётом 1-4 (уступив в двух одиночных встречах, Силуэлл в паре с Джоном Бромвичем сумел обыграть Гарднара Маллоя и Билла Талберта в пятисетовом матче). За всю карьеру в Кубке Дэвиса у Сидуэлла было 10 побед и 5 поражений в одиночных встречах и 2 победы и 1 поражение в парных встречах.
Бил Сидуэлл скончался 19 августа 2021 года в возрасте 101 года в Карингбе (Сидней, Новый Южный Уэльс).

## Выступления на турнирах

### Финалы турниров Большого шлема

#### Парный разряд: 5 финалов (1 победа — 4 поражения)
| Результат | №  | Год  | Турнир              | Партнёр      | Соперники                       | Счёт                    |
| Поражение | 1. | 1947 | Чемпионат Франции   | Том Браун    | Юстас Фаннин Эрик Стёрджесс     | 4-6, 6-4, 4-6, 3-6      |
| Поражение | 2. | 1947 | Уимблдонский турнир | Тони Моттрам | Боб Фалкенбург Джек Креймер     | 6-8, 3-6, 3-6           |
| Поражение | 3. | 1949 | Чемпионат Австралии | Джефф Браун  | Джон Бромвич Адриан Квист       | 4-6, 5-7, 3-6           |
| Победа    | 1. | 1949 | Чемпионат США       | Джон Бромвич | Фрэнк Седжмен Джордж Уортингтон | 6-4, 6-0, 6-1           |
| Поражение | 4. | 1950 | Уимблдонский турнир | Джефф Браун  | Джон Бромвич Адриан Квист       | 5-7, 6-3, 3-6, 6-3, 2-6 |

#### Смешанный парный разряд: 1 финал (1 поражение)
| Результат | №  | Год  | Турнир              | Партнёр          | Соперники                    | Счёт          |
| Поражение | 1. | 1948 | Чемпионат Австралии | Тельма Койн-Лонг | Нэнси Уинн-Болтон Колин Лонг | 5-7, 6-4, 6-8 |

### Участие в финальных матчах Кубка Дэвиса (2)

#### Поражение (2)
| №  | Год  | Турнир       | Команда                                      | Соперник в финале                                 | Счёт |
| 1. | 1948 | Кубок Дэвиса | Австралия А. Квист, К. Лонг, Б. Сидуэлл      | США Г. Маллой, Ф. Паркер, Б. Талберт, Т. Шрёдер   | 0-5  |
| 2. | 1949 | Кубок Дэвиса | Австралия Д. Бромвич, Ф. Седжмен, Б. Сидуэлл | США П. Гонсалес, Г. Маллой, Б. Талберт, Т. Шрёдер | 1-4  |